# Axel Brönner
Axel Brönner, född 4 april 2008 i Luxemburg, är en svensk fotbollsspelare som spelar för IFK Norrköping. Brönner föddes i Luxemburg, men flyttade som sjuåring till Sverige.

## Karriärstatistik
| Klubb                                                 | Säsong            | Inhemsk liga         | Inhemsk liga | Inhemsk liga | Nat. täv. | Nat. täv. | Internat. täv. | Internat. täv. | Totalt | Totalt |
| Klubb                                                 | Säsong            | Serie                | SM           | Mål          | SM        | Mål       | SM             | Mål            | SM     | Mål    |
| ----------------------------------------------------- | ----------------- | -------------------- | ------------ | ------------ | --------- | --------- | -------------- | -------------- | ------ | ------ |
| IFK Norrköping                                        | 2024              | Allsvenskan          | 0            | 0            | 0         | 0         | 0              | 0              | 0      | 0      |
| IFK Norrköping                                        | 2025              | Allsvenskan          | 1            | 0            | 4         | 0         | 0              | 0              | 5      | 0      |
| IFK Norrköping                                        | Totalt i klubblag | Totalt i klubblag    | 1            | 0            | 4         | 0         | 0              | 0              | 5      | 0      |
| IF Sylvia (lån)                                       | 2024              | Div 2 Södra Svealand | 7            | 0            | 0         | 0         | 0              | 0              | 7      | 0      |
| IF Sylvia (lån)                                       | Totalt i klubblag | Totalt i klubblag    | 7            | 0            | 0         | 0         | 0              | 0              | 7      | 0      |
| Antal matcher och mål är korrekt per den 4 april 2025 |                   |                      |              |              |           |           |                |                |        |        |